# Гейган, Стивен
Стивен Гейган (англ. Stephen Gaghan; род. 6 мая 1965) — американский сценарист и кинорежиссёр. Наиболее известен как автор сценария к фильму Стивена Содерберга «Траффик», основанном на сериале "Путь героина" канала Channel 4, за который он получил премию «Оскар», и также известен по фильму «Сириана», где он был сценаристом и режиссёром.

## Детство и образование
Гейган родился в Луисвилле, Кентукки, в семье Элизабет Джейн Уортон и её первого мужа Стивена Гейгана (ум. 1980). Гейган посещал дневную школу Kentucky Country Day School, подготовительную школу к колледжу в Луисвилле. Он был футболистом штата и удерживал рекорд по результативным передачам в школе в течение почти трёх десятилетий. Гейган, газетный обозреватель и драматический критик Variety и Philadelphia Daily News. Гейган написал в статье в Newsweek в 2001 году: «Я тоже хотел быть писателем, как мой дедушка, который носил в бумажнике карточку с надписью: «Если ты найдёшь меня, позвони моему сыну [моему отцу] по этому номеру.
В последние дни учёбы в средней школе перед выпуском Гейгана исключили за то, что он ездил на картинге по коридорам школы. Во время выпуска «Траффика» критик назвал одного из персонажей-подростков фильме, одновременно наркомана и отличника, нереальным. Гейган защия этот характер, заявил, что у него были отличные оценки, когда он пристрастился к наркотикам и алкоголю. 
Как написал Гейган в статье, опубликованной в Newsweek в феврале 2001 года: «Я не сильно отличался от своих сверстников, за исключением тех случаев, когда они могли бросить пить после трёх, шести или 10 порций, я не мог остановиться и не останавливался, пока не перешёл на марихуану, кокаин, героин и, наконец, крэк и фрибейс, которые для многих людей кажутся последней остановкой в лифте». Гейган заявил, что начал бороться со своей зависимостью в 1997 году.

## Личная жизнь
У Гейгана есть сын Гарднер (род. 1999) и дочь Элизабет (род. 2001) от предыдущих отношений с актрисой Михаэль Маккрэйн. 9 мая 2007 года Гейган женился на Мэрион «Минни» Мортимер, у них есть дочь (род. 2.02.2009) и сын 2014 года рождения.

## Фильмография

### Сценарист
- Полиция Нью-Йорка / NYPD Blue (1996) — телесериал
- Практика / The Practice (1997) — телесериал
- Правила боя / Rules of Engagement (2000) — фильм
- Траффик / Traffic (2000) — фильм
- Форт Аламо / The Alamo (2004) — фильм
- Крэйзи / Havoc (2005) — фильм
- Сириана / Syriana (2005) — фильм
- Метро / Metro (2011)
- Call of Duty: Ghosts / Call of Duty: Ghosts (2013) — видеоигра
- Золото / Gold (2016)

### Режиссёр
- Покинутый / Abandon (2002)
- Сириана / Syriana (2005)
- Метро / Metro (2011)
- Белый город / White City (2015)
- Золото / Gold (2016)
- Удивительное путешествие доктора Дулиттла / The Voyage of Doctor Dolittle (2020)

### Актёр
- Красавчик Алфи, или Чего хотят мужчины / Alfie (2004)
- Красавцы / Entourage (2008)

## Награды и номинации
| Премия                              | Год  | Фильм               | Категория                                  | Результат |
| ----------------------------------- | ---- | ------------------- | ------------------------------------------ | --------- |
| «Оскар»                             | 2001 | «Траффик»           | Лучший адаптированный сценарий             | Победа    |
| «Оскар»                             | 2006 | «Сириана»           | Лучший оригинальный сценарий               | Номинация |
| «Золотой глобус»                    | 2001 | «Траффик»           | Лучший сценарий                            | Победа    |
| «Золотой глобус»                    | 2017 | «Золото»            | Лучшая песня (за песню Gold)               | Номинация |
| BAFTA                               | 2001 | «Траффик»           | Лучший адаптированный сценарий             | Победа    |
| «Эмми»                              | 1997 | «Полиция Нью-Йорка» | Лучший сценарий драматического телесериала | Победа    |
| «Выбор критиков»                    | 2001 | «Траффик»           | Лучший адаптированный сценарий             | Победа    |
| «Спутник»                           | 2001 | «Траффик»           | Лучший адаптированный сценарий             | Номинация |
| Национальный совет кинокритиков США | 2005 | «Сириана»           | Лучший адаптированный сценарий             | Победа    |
| Премия Гильдии сценаристов США      | 2001 | «Траффик»           | Лучший адаптированный сценарий             | Победа    |
| Премия Гильдии сценаристов США      | 2006 | «Сириана»           | Лучший адаптированный сценарий             | Номинация |